# Smiljan
Smiljan je selo koje se nalazi sedam km sjeverozapadno od Gospića (Ličko-senjska županija) i petnaest km od ceste Split – Zagreb. Prema popisu iz 2001. godine u selu je živjelo 446 osoba. 

## Zemljopis
Sastoji se od osamnaest raspršenih zaselaka (Baćinac, Bogdanić, Čovini, Debelo Brdo, Dražica, Kolakovica, Kovačevići, Ljutača, Milkovića Varoš, Miljača, Miškulin Brdo, Podkrčmar, Rasovača, Rastoka, Rosulje, Smiljan, Smiljansko Polje, Vaganac).
Naselje Smiljan nalazi se u podvelebitskom dijelu središnje Ličke zavale, na zapadnom rubu Ličkog polja podno brda Krčmar. Sastoji se od dvanaest zaselaka s kojima čini prostornu i funkcionalnu cjelinu. Najstariji tragovi naseljenosti na smiljanskom tlu datiraju iz srednjeg i kasnog brončanog doba. Na gradini Miljači nekada su bile smještene tri nekropole, pronađeni su brojni ostaci japodske kulture, uostalom 22 groba s grobnim prilozima tomu svjedoče.

## Ime
Narodna predaja porijeklo imena Smiljan tumači poetičnim legendama. Prema jednoj od legendi mjesto je dobilo ime po smilju, cvijeću koje je nekad tu raslo, po drugoj, nazvano je po lijepoj djevojci Smiljani koja je u njemu živjela. Treća legenda kazuje da je ime dobilo po poznatom narodnom junaku Iliji Smiljaniću. 

## Povijest
Prvi pisani spomen Smiljana u povijesnim je izvorima zabilježen 6. prosinca 1504. godine. 
Knez ražanački Jerko Rukavina zajedno je s knezom vinjeračkim Dujmom Kovačevićem poveo 1683. Hrvate iz skupine Bunjevaca u Bag (današnji Karlobag). Nekoliko godina poslije, 1686. poveli su svoje Bunjevce u Liku. Put kojim su poveli svoj narod bio je preko prijevoja Baških vrata, a smjestili su se u četirima selima: Brušanama, Trnovcu, Smiljanu i Bužimu.
Smiljan je ušao u svjetsku povijest zahvaljujući činjenici što je u njemu rođen Nikola Tesla kojemu je učast izgrađen istoimeni memorijalni centar. Njegova rodna kuća i crkva u kojoj je njegov otac Milutin služio kao paroh danas je temeljito obnovljena, a u samoj kući nalazi se memorijalni muzej. Od još poznatijih tu je Ferdinand Kovačević, začetnik hrvatske telegrafije.

## Stanovništvo
U Smiljanu je 1835. postojalo 206 kuća, te 1880 stanovnika. Od toga je broja 1401 stanovnik bio katolik, a 479 grkonesjedinjenih žitelja.

Prema popisu stanovništva 2011. godine naselje je imalo 418 stanovnika.
| broj stanovnika | 2090  | 2365  | 1973  | 1222  | 1283  | 1162  | 1127  | 1068  | 747   | 818   | 835   | 761   | 605   | 555   | 446   | 418   | 392   |
|                 | 1857. | 1869. | 1880. | 1890. | 1900. | 1910. | 1921. | 1931. | 1948. | 1953. | 1961. | 1971. | 1981. | 1991. | 2001. | 2011. | 2021. |

Podatci o stanovništvu naseljenoga mjesta Smiljan za 1869. i 1880. sadržavaju podatke za naselja Rastoka i Smiljansko Polje, a u 1857. dio podataka za naselje Smiljansko Polje. 

- 1971. – 761 (Hrvati – 677, Srbi – 41, Jugoslaveni – 19, ostali – 24)
- 1981. – 605 (Hrvati – 553, Jugoslaveni – 30, Srbi – 17, ostali – 5)
- 1991. – 555 (Hrvati – 520, Srbi – 18, Jugoslaveni – 4, ostali – 13)
- 2001. – 446
- 2011. – 418[6]

## Poznate osobe
Smiljan i okolna sela dala su mnoštvo hrvatskih značajnih i uglednih osoba raznih zvanja. Neki od njih nisu se rodili u Smiljanu, no iskazivali su vezanost za obiteljske korijene iz Smiljana.
- Nikola Tesla (1856. – 1943.)- znanstvenik, genijalni izumitelj[7]
- Ferdinand Kovačević (1838. – 1913.), izumitelj (pionir hrvatske telegrafije) i stručni pisac, otac Ferde Kovačevića (1870. – 1927.), slikara[7]
- Ferdo Kovačević (1870. – 1927.), hrv. slikar, sin pionira hrvatske telegrafije Ferdinanda Kovačevića[7]
- Tomislav Tomljenović, (1877. – 1945.), odvjetnik, političar, veliki župan Ličko-krbavske županije, posljednji hrvatski ban[4]
- Kata Pejnović (1899. – 1966.), revolucionarka i političarka,[7] prva predsjednica AFŽ-a i narodna herojka
- Josip Čorak (1943. – 2023.), hrvač[7]
- Ivan Devčić (1857. – 1908.), učitelj i povijesni pisac[7]
- Dragutin Franić (1864. – 1924.), profesor i stručni pisac[7]
- Filip Franić (1856. – 1937.), general[7]
- Ante Kovačević (1894. – 1975.), učitelj i književnik[7]
- David Kovačević (19. st.), časnik, gospićki načelnik, narodni zastupnik i dobrotvor[7]
- David Kovačević ml. (1864. – 1937.), profesor i stručni pisac[7]
- Ivica Kovačević (1873. – 1953.), odvjetnik, pisac i političar (ministar šuma i ruda)[7]
- Edo Kovačević (1906. – 1993.), slikar[7]
- Ante Milković (1917. – 1999.) gospodarstvenik, utemeljitelj INA-e[7]
- Mile Miškulin (1879. – 1952.), odvjetnik, publicist i političar (nar. zastupnik, ministar pravde)[7]
- Vladimir Muljević, počasni član HAZU, prvi Hrvat, doktor tehničkih znanosti, po majci Smiljančanin[8]
- Jurica Pavelić (1947.), gospodarstvenik (nar. zastupnik, potpredsjednik Vlade RH)[7]
- Karlo Pavičić (1934.), gospodarstvenik[7]
- Grga Pejnović (1915. – 2002.), profesor i publicist[7]
- Katica Prpić, ing. građ. i političarka (1966.)[7]
- Vjekoslav Prpić (1918. – 1989.), novinar, političar i diplomat[7]
- Grga Rupčić (1932.), profesor i književnik[7]
- Luka Rupčić (1894. – 1980.), profesor i slikar[7]
- Ivan Stipac (1857. – 1918.), učitelj, pjesnik, stručni pisac[7]
- Ivan Šarić (1943.), arheolog[7]
- Ana Tomljenović (1938.), gospodarstvenica i publicistica[7]
- Ante Uzelac (1943.), gospodarstvenik[7]
- Blaž Uzelac (1906. – 1985.), ing. elektrostrojarstva i znanstvenik[7]
- Milivoj Uzelac (1897. – 1977.), slikar[7]
- Marija Vratarić r. Milković (1939.), europski poznata ing. agronomije,[7] najcjenjenija hrvatska stručnjakinja za soju[4]

## Vanjske poveznice
- Memorijalni centar Nikola Tesla u Smiljanu
- Otvaranje memorijskog centra Nikola Tesla u Smiljanu 2006.
- Memorijalni centar Nikola Tesla u Smiljan  Arhivirana inačica izvorne stranice od 28. travnja 2010. (Wayback Machine)
- Izlet u Smiljan i Plitvice  Arhivirana inačica izvorne stranice od 28. rujna 2007. (Wayback Machine)